# Colors (песня Холзи)
Colors — песня американской певицы и автора песен Холзи из её дебютного студийного альбома, Badlands (2015). Был выпущен 9 февраля 2016, как третий сингл с альбома. Песня доступна как виниловый сингл и пяти-трековый EP с ремиксами под названием «Complimentary Colors».

## Песня
Colors — песня в жанре электропоп, была написана Холзи и Дилан Болд, и спродюсированная Диланом Уильямом. Певица говорила в интервью для журнала Complex:
«Синий — мой творческий цвет. Он электрический, яркий, но спокойный. Синий — неземной цвет для меня. Синий — это небо. Синий — это море. Синий для меня представляет неисследованную территорию».
21 января 2016, Холзи представила обложку песни в Твиттере. Она была нарисована на стене здания, в Вильямсбурге, Бруклин. На картине изображен чёрный человеческий силуэт, стоящий на темно-зеленом фоне. После выпуска сингла, МТВ сравнил идею рекламной кампании, с идеей Джастина Бибера для альбома Purpose.

## Музыкальное Видео
Режиссёром музыкального видео, выпущенного 25 февраля 2016 года, выступил Тим Маттиа. До релиза, Холзи представляла два тизера вTwitter и Facebook. В видео снялся Тайлер Поузи.
Видео получило положительные отзывы после релиза от критиков, в основном из-за сюжетного поворота в конце видео.

## Живые выступления
Промо-кампания «Colors» была выполнена в виде ряда концертов, в том числе Джимми Киммел В Прямом Эфире, Boston Calling Music Festival и в 02 Academy Islington, Лондон.

## Список композиций
- Цифровой альбом — «Complementary Colors»[9]

1. «Colors» (Stripped) — 4:26
2. «Colors» (Audien Remix) — 4:30
3. «Colors» (Sam Feldt Remix) — 4:46
4. «Colors» (Blonde Remix) — 4:58
5. «Colors» (Joel Fletcher & Nathan Thomson Remix) — 4:11

- Limited edition — винил[10]

A. «Colors» — 4:09
B. «Colors» (Stripped) — 4:26

## Чарты
| Чарты (2016)                                  | Пик |
| --------------------------------------------- | --- |
| Australia (ARIA)                              | 99  |
| US Bubbling Under Hot 100 Singles (Billboard) | 8   |
| US Pop Songs (Billboard)                      | 38  |
| US Hot Dance Club Songs (Billboard)           | 23  |

## История выпуска
| Области                     | Дата                 | Формат                                   | Метки               | Ист.   |
| --------------------------- | -------------------- | ---------------------------------------- | ------------------- | ------ |
| США                         | 9 февраля 2016 года  | Взрослый альбом альтернативного радио    | Astralwerks Capitol | [ 13 ] |
| США                         | 29 февраля 2016 года | Горячий взрослый современный радио       | Astralwerks Capitol | [ 14 ] |
| США                         | 1 марта 2016 года    | Современное хит-радио                    | Astralwerks Capitol | [ 15 ] |
| Различные                   | 22 апреля 2016 года  | Цифровой альбом — «дополнительные цвета» | Astralwerks         | [ 9 ]  |
| США                         | 17 июня 2016 года    | 7" винил                                 | Astralwerks         | [ 16 ] |
| Различные (не учитывая США) | 24 июня 2016 года    | 7" винил                                 | Virgin EMI§         | [ 17 ] |